# Anton Reiser (Politiker)
Anton Reiser (* 10. Februar 1869 in Gammertingen; † 18. August 1923 in Tübingen) war ein deutscher Verwaltungsbeamter und Kommunalpolitiker (Zentrum).

## Leben
Anton Reiser war der Sohn des Gammertinger Gastwirts und Metzgers Benedikt Reiser (1820–1883). Er besuchte das Gymnasium Sigmaringen, wo er 1889 das Abitur ablegte. Von 1889 bis 1894 studierte er die Rechts- und Regiminalwissenschaften in München und Tübingen. Während seines Studiums wurde er 1890 Mitglied der KDStV Aenania München im CV. 1894 legte er das erste Staatsexamen ab und wurde zum Dr. jur. promoviert. Von 1894 bis 1896 war er Regierungsreferendar beim Oberamt Ehingen, Stadtschultheißenamt Mössingen und der Regierung des Donaukreises in Ulm. 1896 legte er das zweite Staatsexamen ab und wurde von 1896 bis 1897 Assessor beim statistischen Amt der Stadt Straßburg. Von 1897 bis 1898 arbeitete er beim statistischen Landesamt Stuttgart und 1899 beim katholischen Kirchenrat Stuttgart.
Von 1900 bis 1921 war er Bürgermeister von Sigmaringen, 1921 wurde er Oberamtmann im Oberamt Sigmaringen. Von 1917 bis 1918 war er Abgeordneter im Kommunallandtag der Hohenzollernschen Lande, Von 1906 bis 1919 gehörte er dem Landesausschuss an.

## Auszeichnungen
Reiser wurde zum Ehrenbürger von Sigmaringen ernannt. 1916 erhielt er das Ehrenkreuz 3. Klasse des Fürstlichen Hausordens von Hohenzollern und 1917 das Verdienstkreuz für Kriegshilfe.